# Erik Horrie
Erik Horrie, né le 17 octobre 1979, est un rameur australien.

## Biographie
À la suite d'un accident de voiture, il est devenu paraplégique à 21 ans.

## Résultats

### Jeux paralympiques
| Épreuve / Édition | Épreuve / Édition | Londres 2012 | Rio 2016 | Tokyo 2020 |
| ----------------- | ----------------- | ------------ | -------- | ---------- |
| Skiff             | Skiff             | 2e           | 2e       | 2e         |

### Championnats du monde
| Épreuve / Édition | Épreuve / Édition | Bled 2011 | Chungju 2013 | Amsterdam 2014 | Aiguebelette 2015 |
| ----------------- | ----------------- | --------- | ------------ | -------------- | ----------------- |
| Skiff             | Skiff             | 3e        | 1er          | 1er            | 1er               |